# Adzhi-Bogdo (meteoryt kamienny)
Adzhi-Bogdo (meteoryt kamienny) (inne nazwy: Adzhi-Bogdo I, Alzhi-Bogdo, Hobdo, Khobdo, Kobdo) – meteoryt kamienny należący do chondrytów zwyczajnych grupy amfoterytów LL3-LL6. Spadek zaobserwowano 30 października 1949 roku w górach Adż Bogdyn nuruu w Ałtaju Gobijskim. Obecnie dysponuje się 910 g materii meteorytowej.